# 幻覚剤のマイクロドージング
幻覚剤のマイクロドージングは、ヒトの機能を向上するために、作用閾値以下の用量で幻覚剤を使用することである。
科学的な裏付けがあることではないが、LSDやマジックマッシュルーム、また他の幻覚剤は問題解決の課題において、創造性と能力の向上のために用いられている。
その効果は逸話であるが、ジェームズ・ファディマンのThe Psychedelic Explorer's Guideのような系統だった報告書も存在し、創造性の向上や不安感の軽減が伝えられている。1960年代のファディマンによる実験については『パソコン創世「第3の神話」』に記されているが、国際高度研究財団というLSDの研究財団にて技術者の創造性の向上の実験を行った。ファディマンは、「神の量」と呼ばれる250マイクログラムではなく、10マイクログラムのLSDを数日おきに服用することで健康増進に寄与すると主張しており、2010年代にはこの手法が支持を受けている。ファディマンによる方法は代表的なやり方だとみなされており、LSDはすぐに耐性を生じるため3日ごとに使用する。
2017年には、ファディマンは418人のボランティアの報告による研究を発表し、そのためのサイトでは1000人以上がセルフレポートを行っている。通常の娯楽的な使用の5-10%の量であれば、シロシビンなどLSD以外の幻覚剤についても研究対象に含まれており、気分、生産性、活力などを評価して報告がなされている。
シロシビンでの通常の量では、治療抵抗性うつ病に役立つことが判明しており、LSDやシロシビンによる治療はおそらくマイクロドーズでも行える可能性がある。インペリアル・カレッジ・ロンドンの研究者によって実施されたfMRIによるLSDの脳イメージングの研究では、75マイクログラムと推奨されている10マイクログラムより多いが、それでも実験した研究者が推測すれば、集中と思考の構造を維持しながら柔軟になることができるだろうということである。LSDとシロシビンで実施された脳イメージング研究は、微量投与の効果を部分的に説明するかもしれず、そうした薬物の影響下では、脳の他の領域がより多くやり取りし、固定的な思考や認知から自由になり、創造性を高めたりうつ病の根底にあるものから自由にする。さらにベックリー財団が20人の被験者で、マイクロドーズを含む様々な量の研究を実施する予定である。
もうひとつの流行は、コーヒーやカフェインなど離脱症状の原因となる他の飲み物の代わりに、幻覚剤をマイクロドーズで使うことである。
幻覚剤のマイクロドージングは、21世紀になりさらに広まっている。2016年のアイェレット・ウォルドマンの著書『本当にいい日』（未訳、A Really Good Day）は、彼女が双極性障害と診断され精神科の薬を何種類も試したが問題を感じ、LSDのマイクロドーズを3日ごとに摂取することに変えた、その回想記である。彼女は服用1日目から気分がよくなった。